# Virgin America
La Virgin America è stata una compagnia aerea low-cost major americana facente parte dell'azienda di Sir Richard Branson, la Virgin Group. È stata fondata nel 2004, ma i voli commerciali iniziarono solo 3 anni dopo, nell'Agosto 2007. Questa compagnia aerea è stata creata con lo scopo di collegare velocemente e con modesti servizi di qualità le maggiori metropoli americane. Il 4 aprile 2016 è stata comprata da Alaska Airlines. L'accordo è stato concluso il 1 gennaio 2017 e le operazioni sono terminate nel primo quadrimestre del 2018. La nuova compagnia, la quinta per dimensioni e passeggeri negli Stati Uniti, opera sotto il nome e certificato aereo di Alaska Airlines.

## Flotta
La flotta della Virgin America era composta da 67 aeromobili Airbus. Dopo l'acquisizione da parte di Alaska Airlines, i velivoli sono passati nella flotta di quest'ultima

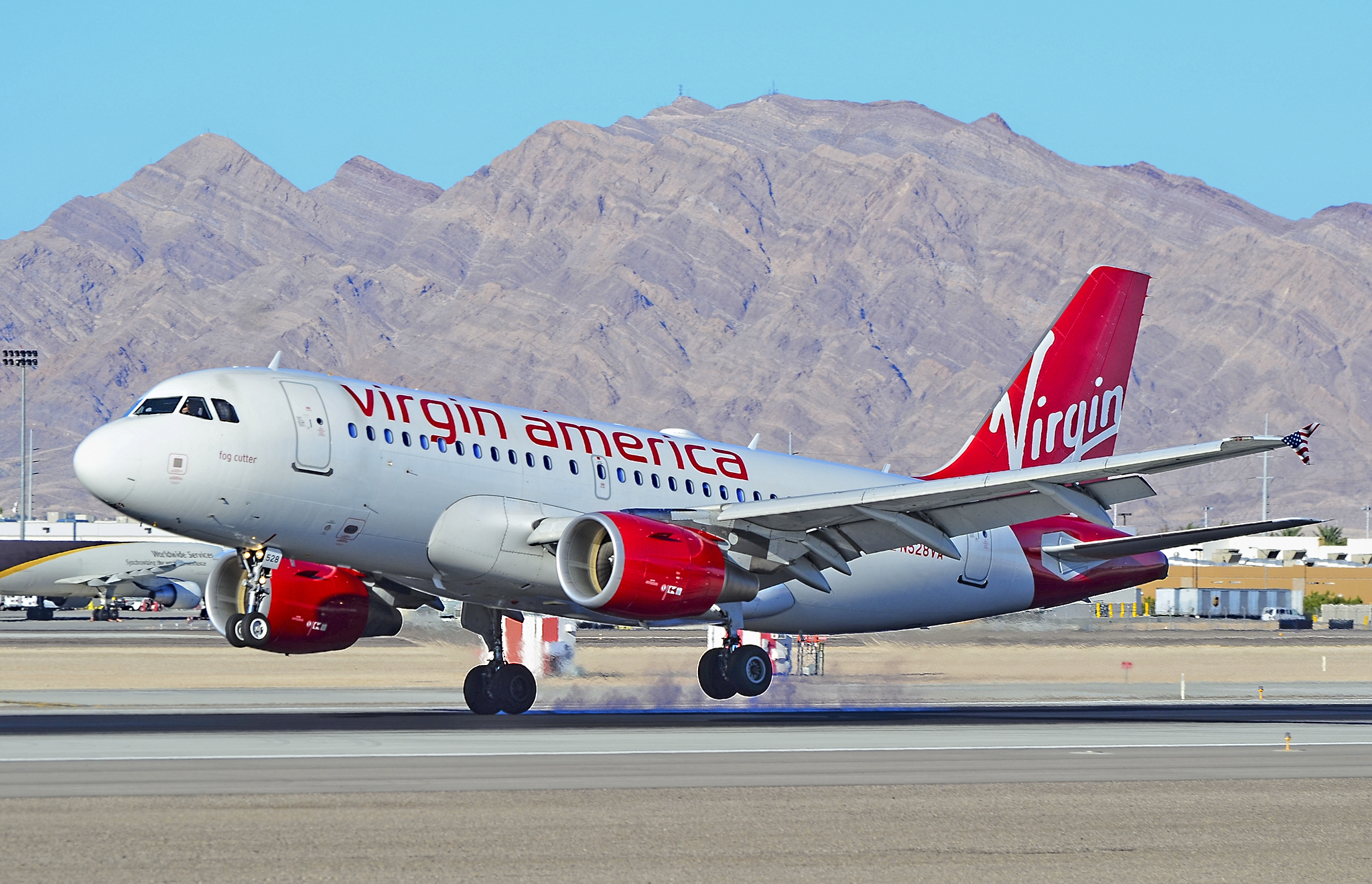
Airbus A319
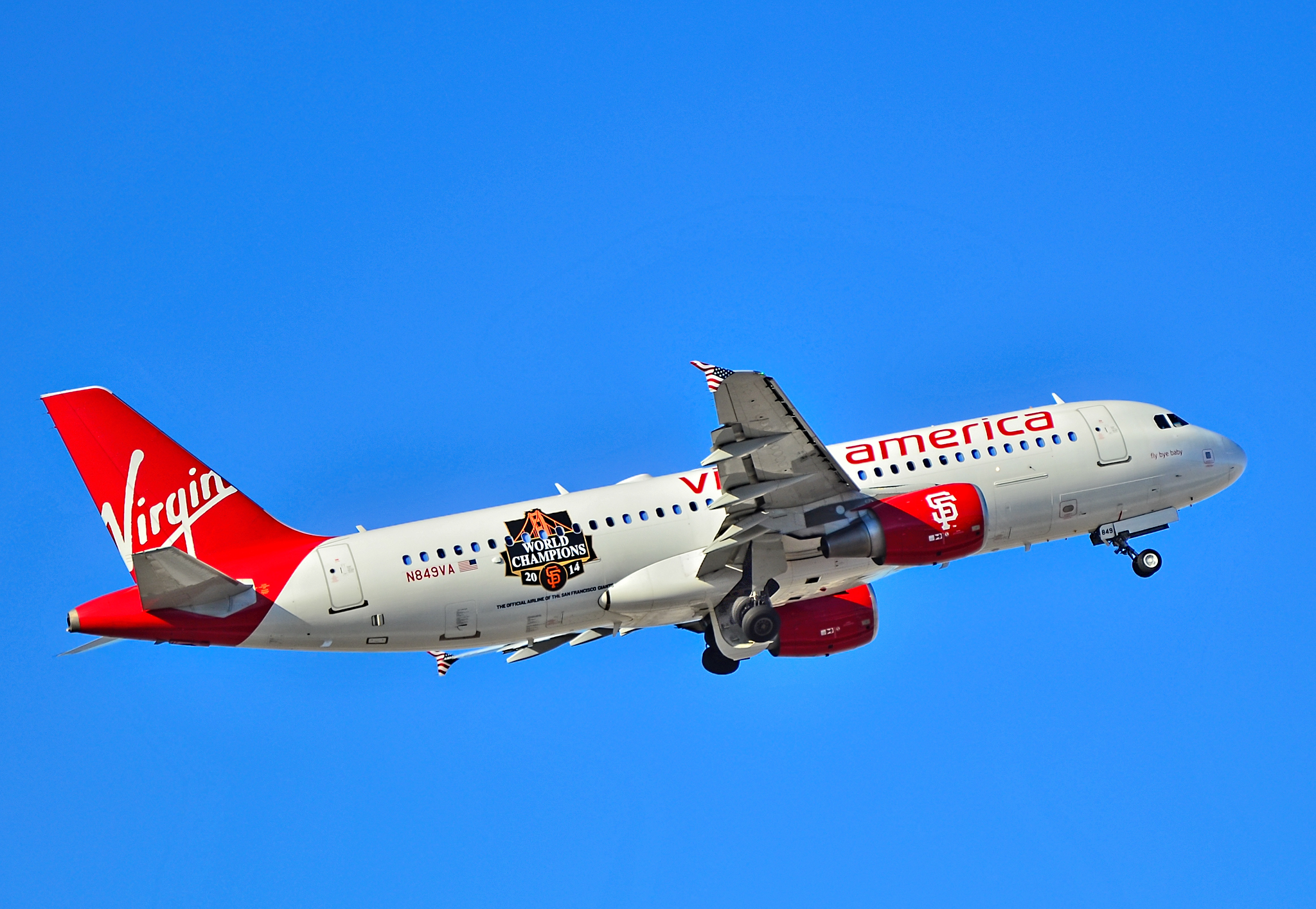
Airbus A320
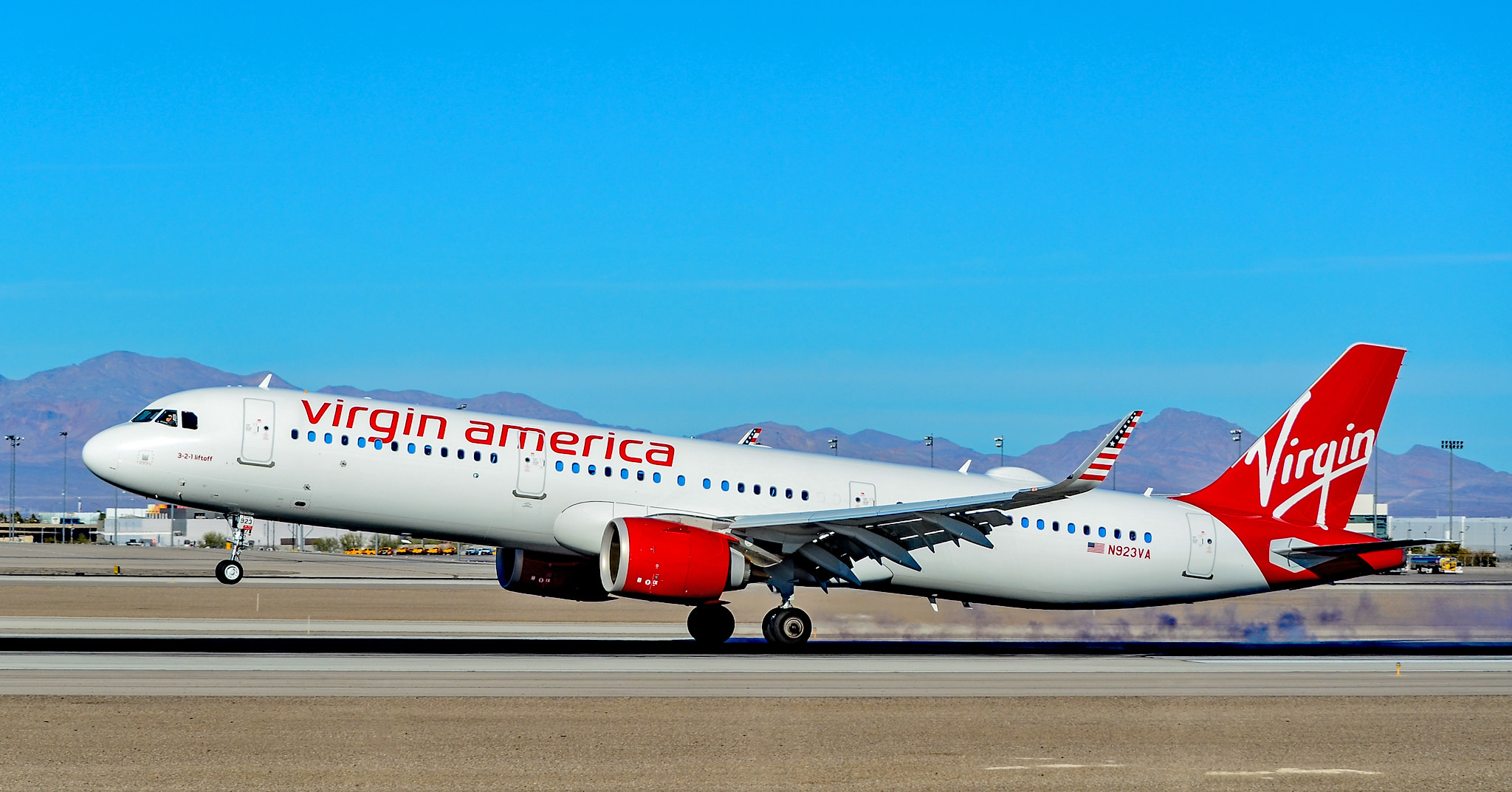
Airbus A321neo

## Rotte commerciali
La Virgin America era basata all'aeroporto di San Francisco ed aveva un secondo hub di rinomata importanza: l'aeroporto di Los Angeles (il grande scalo tra i voli del Pacifico e quelli del continente americano). Questi due scali aeroportuali servivano alla Virgin America per collegare le maggiori città americane ed alcuni luoghi di vacanza in Messico.

## Codeshare
La Virgin America aveva accordi di Code sharing con le seguenti compagnie aeree: 
- Alaska Airlines
- China Airlines
- China Eastern Airlines
- China Southern Airlines
- Singapore Airlines
- Virgin Australia